# Centre-Ouest (Australie)
Pour les articles homonymes, voir Centre-Ouest (homonymie).

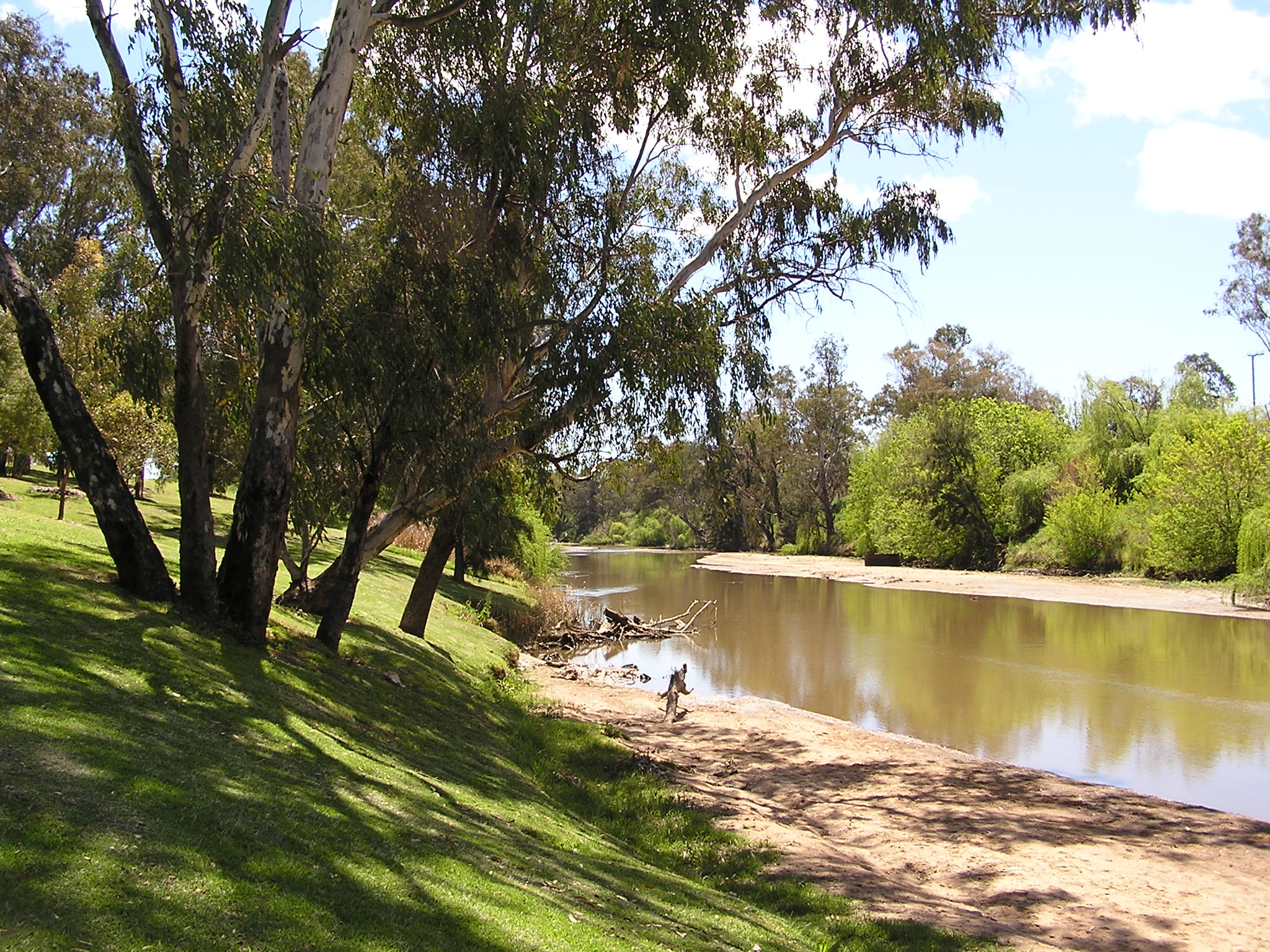
La rivière Lachlan dans le centre ouest de la Nouvelle-Galles du Sud, en Australie.

Le  Centre-Ouest est une région au centre de l'État de la Nouvelle-Galles du Sud en Australie. Comme les autres régions de l'État, il n'y a pas de définition légale de la région et est variable suivant les organismes (santé, météo, agriculture, etc.)
La définition la plus fréquente le définit comme la région à l'ouest des Blue Mountains. Il a une population de 172 790 personnes et une superficie de 63 262 km². 
Il comprend les villes et zones environnantes de Lithgow, Bathurst, Orange, Molong, Mudgee, Cowra, Parkes, Forbes, Grenfell, West Wyalong et Condobolin et pour la zone large Wellington, Dubbo, Coonabarabran, Gilgandra et Nyngan.  
La partie ouest plus élevée, plus humide et plus vallonnée est utilisée pour les cultures maraichères et l'élevage tandis que l'est, plus plat et plus sec, est employé pour la culture de céréales et l'élevage.
La région  est traversée par la Great Western Highway,la Mid-Western Highway, la Mitchell Highway, la Newell Highway et la Castlereagh Highway.